# Seznam dílů seriálu Chirurgové
Toto je seznam dílů seriálu Chirurgové.

## Přehled řad
| Řada | Díly | Premiéra v USA     | Premiéra v USA  | Premiéra v ČR    | Premiéra v ČR      |
| Řada | Díly | První díl          | Poslední díl    | První díl        | Poslední díl       |
| ---- | ---- | ------------------ | --------------- | ---------------- | ------------------ |
| 1    | 9    | 27. března 2005    | 22. května 2005 | vysíláno         | vysíláno           |
| 2    | 27   | 25. září 2005      | 15. května 2006 | vysíláno         | vysíláno           |
| 3    | 25   | 21. září 2006      | 17. května 2007 | vysíláno         | vysíláno           |
| 4    | 17   | 27. září 2007      | 22. května 2008 | vysíláno         | vysíláno           |
| 5    | 24   | 25. září 2008      | 14. května 2009 | vysíláno         | vysíláno           |
| 6    | 24   | 24. září 2009      | 20. května 2010 | 20. června 2011  | 28. listopadu 2011 |
| 7    | 22   | 23. září 2010      | 19. května 2011 | 5. prosince 2011 | 1. května 2012     |
| 8    | 24   | 22. září 2011      | 17. května 2012 | 9. července 2013 | 17. prosince 2013  |
| 9    | 24   | 27. září 2012      | 16. května 2013 | 5. ledna 2014    | 8. června 2014     |
| 10   | 24   | 26. září 2013      | 15. května 2014 | 19. října 2014   | 30. března 2015    |
| 11   | 25   | 25. září 2014      | 14. května 2015 | vysíláno         | vysíláno           |
| 12   | 24   | 24. září 2015      | 19. května 2016 | vysíláno         | vysíláno           |
| 13   | 24   | 22. září 2016      | 18. května 2017 | vysíláno         | vysíláno           |
| 14   | 24   | 28. září 2017      | 17. května 2018 | vysíláno         | vysíláno           |
| 15   | 25   | 27. září 2018      | 16. května 2019 | 14. června 2022  | 14. června 2022    |
| 16   | 21   | 26. září 2019      | 9. dubna 2020   | 14. června 2022  | 14. června 2022    |
| 17   | 17   | 12. listopadu 2020 | 3. června 2021  | 14. června 2022  | 14. června 2022    |
| 18   | 20   | 30. září 2021      | 26. května 2022 | 14. června 2022  | 14. června 2022    |
| 19   | 20   | 6. října 2022      | 18. května 2023 | 26. října 2022   | vysíláno           |
| 20   | 10   | 14. března 2024    | 30. května 2024 | 28. března 2024  | 13. června 2024    |
| 21   | 18   | 26. září 2024      | bude oznámeno   | 10. října 2024   | bude oznámeno      |

## Seznam dílů

### První řada (2005)
| Č. v seriálu | Č. v řadě | Původní název                    | Český název                                | Režie             | Scénář                                  | Premiéra v USA  | Premiéra v ČR |
| ------------ | --------- | -------------------------------- | ------------------------------------------ | ----------------- | --------------------------------------- | --------------- | ------------- |
| 1            | 1         | A Hard Day's Night               | První služba                               | Peter Horton      | Shonda Rhimes                           | 27. března 2005 | vysíláno      |
| 2            | 2         | The First Cut Is the Deepest     | První řez je nejhlubší                     | Peter Horton      | Shonda Rhimes                           | 3. dubna 2005   | vysíláno      |
| 3            | 3         | Winning a Battle, Losing the War | Vyhrát bitvu, prohrát válku                | Tony Goldwyn      | Shonda Rhimes                           | 10. dubna 2005  | vysíláno      |
| 4            | 4         | No Man's Land                    | Území nikoho                               | Adam Davidson     | James D. Parriott                       | 17. dubna 2005  | vysíláno      |
| 5            | 5         | Shake Your Groove Thing          | Anatomie zodpovědnosti                     | John David Coles  | Ann Hamilton                            | 24. dubna 2005  | vysíláno      |
| 6            | 6         | If Tomorrow Never Comes          | Co můžeš udělat dnes, neodkládej na zítřek | Scott Brazil      | Krista Vernoff                          | 1. května 2005  | vysíláno      |
| 7            | 7         | The Self-Destruct Button         | Bolest a my                                | Darnell Martin    | Kip Koenig                              | 8. května 2005  | vysíláno      |
| 8            | 8         | Save Me                          | Zachraň mě                                 | Sara Pia Anderson | Mimi Schmir                             | 15. května 2005 | vysíláno      |
| 9            | 9         | Who's Zoomin' Who?               | Kdo komu co nalhává?                       | Wendey Stanzler   | Gabrielle Stanton a Harry Werksman, Jr. | 22. května 2005 | vysíláno      |

### Druhá řada (2005–2006)
| Č. v seriálu | Č. v řadě | Původní název                                 | Český název                            | Režie               | Scénář                                    | Premiéra v USA     | Premiéra v ČR |
| ------------ | --------- | --------------------------------------------- | -------------------------------------- | ------------------- | ----------------------------------------- | ------------------ | ------------- |
| 10           | 1         | Raindrops Keep Falling On My Head             | Syndrom vykrvácení srdce               | Peter Horton        | Stacy McKee                               | 25. září 2005      | vysíláno      |
| 11           | 2         | Enough is Enough                              | Co je moc, to je moc                   | Peter Horton        | James D. Parriott                         | 2. října 2005      | vysíláno      |
| 12           | 3         | Make Me Lose Control                          | Donuť mě se neovládnout                | Adam Davidson       | Krista Vernoff                            | 9. října 2005      | vysíláno      |
| 13           | 4         | Deny, Deny, Deny                              | Zapírej, zapírej, zapírej              | Wendey Stanzler     | Zoanne Clack                              | 16. října 2005     | vysíláno      |
| 14           | 5         | Bring the Pain                                | Sem s bolestí!                         | Mark Tinker         | Shonda Rhimes                             | 23. října 2005     | vysíláno      |
| 15           | 6         | Into You Like a Train                         | Ti, co vědí                            | Jeff Melman         | Krista Vernoff                            | 30. října 2005     | vysíláno      |
| 16           | 7         | Something to Talk About                       | Ať je o čem mluvit                     | Adam Davidson       | Stacy McKee                               | 6. listopadu 2005  | vysíláno      |
| 17           | 8         | Let It Be                                     | Nech to být                            | Lesli Linka Glatter | Mimi Schmir                               | 13. listopadu 2005 | vysíláno      |
| 18           | 9         | Thanks for the Memories                       | Díky za vzpomínky                      | Michael Dinner      | Shonda Rhimes                             | 20. listopadu 2005 | vysíláno      |
| 19           | 10        | Much too Much                                 | Čeho je moc, toho je příliš            | Wendey Stanzler     | Gabrielle Stanton a Harry Werksman, Jr.   | 27. listopadu 2005 | vysíláno      |
| 20           | 11        | Owner of a Lonely Heart                       | Samota                                 | Dan Minahan         | Mark Wilding                              | 4. prosince 2005   | vysíláno      |
| 21           | 12        | Grandma Got Run Over By A Reindeer            | Anatomie Vánoc                         | Peter Horton        | Krista Vernoff                            | 11. prosince 2005  | vysíláno      |
| 22           | 13        | Begin the Begin                               | Nový začátek                           | Jessica Yu          | Kip Koenig                                | 15. ledna 2006     | vysíláno      |
| 23           | 14        | Tell Me Sweet Little Lies                     | Pravda a lež                           | Adam Davidson       | Tony Phelan a Joan Rater                  | 22. ledna 2006     | vysíláno      |
| 24           | 15        | Break on Through                              | Cesta tam a zase zpátky                | David Paymer        | Zoanne Clack                              | 29. ledna 2006     | vysíláno      |
| 25           | 16        | It's the End of the World                     | Konec světa (část 1.)                  | Peter Horton        | Shonda Rhimes                             | 5. února 2006      | vysíláno      |
| 26           | 17        | As We Know It                                 | Konec světa (část 2.)                  | Peter Horton        | Shonda Rhimes                             | 12. února 2006     | vysíláno      |
| 27           | 18        | Yesterday                                     | Včera                                  | Rob Corn            | námět: Mimi Schmir scénář: Krista Vernoff | 19. února 2006     | vysíláno      |
| 28           | 19        | What Have I Done to Deserve This?             | Co jsem udělal, že si tohle zasloužím? | Wendey Stanzler     | Stacy McKee                               | 26. února 2006     | vysíláno      |
| 29           | 20        | Band-Aid Covers the Bullet Hole               | Kamarádi                               | Julie Ann Robinson  | Gabrielle Stanton a Harry Werksman, Jr.   | 12. března 2006    | vysíláno      |
| 30           | 21        | Superstition                                  | Pověra                                 | Tricia Brock        | James D. Parriott                         | 19. března 2006    | vysíláno      |
| 31           | 22        | The Name of the Game                          | Co je na tom to hlavní                 | Seith Mann          | Blythe Robe                               | 2. dubna 2006      | vysíláno      |
| 32           | 23        | Blues for Sister Someone                      | Veterinář                              | Jeff Melman         | Elizabeth Klavite                         | 30. dubna 2006     | vysíláno      |
| 33           | 24        | Damage Case                                   | Případ napáchané škody                 | Tony Goldwyn        | Mimi Schmir                               | 7. května 2006     | vysíláno      |
| 34           | 25        | 17 Seconds                                    | Sedmnáct vteřin                        | Dan Minahan         | Mark Wilding                              | 14. května 2006    | vysíláno      |
| 35           | 26        | Deterioration of the Fight or Flight Response | Nemůžeme za to, koho milujeme          | Rob Corn            | Tony Phelan a Joan Rater                  | 15. května 2006    | vysíláno      |
| 36           | 27        | Losing My Religion                            | Ztrácím svou víru                      | Mark Tinker         | Shonda Rhimes                             | 15. května 2006    | vysíláno      |

### Třetí řada (2006–2007)
| Č. v seriálu | Č. v řadě | Původní název                        | Český název                         | Režie               | Scénář                                  | Premiéra v USA     | Premiéra v ČR |
| ------------ | --------- | ------------------------------------ | ----------------------------------- | ------------------- | --------------------------------------- | ------------------ | ------------- |
| 37           | 1         | Time Has Come Today                  | Dnes přišel čas                     | Dan Minahan         | Shonda Rhimes                           | 21. září 2006      | vysíláno      |
| 38           | 2         | I Am a Tree                          | Jsem strom                          | Jeff Melman         | Krista Vernoff                          | 28. září 2006      | vysíláno      |
| 39           | 3         | Sometimes a Fantasy                  | Všechno, co potřebuješ, je fantazie | Adam Arkin          | Debora Cahn                             | 5. října 2006      | vysíláno      |
| 40           | 4         | What I Am                            | Kdo jsem                            | Dan Lerner          | Allan Heinberg                          | 12. října 2006     | vysíláno      |
| 41           | 5         | Oh, the Guilt                        | Ó, ta vina                          | Jeff Melman         | Zoanne Clack a Tony Phelan a Joan Rater | 19. října 2006     | vysíláno      |
| 42           | 6         | Let the Angels Commit                | Odhodlání                           | Jessica Yu          | Stacy McKee                             | 2. listopadu 2006  | vysíláno      |
| 43           | 7         | Where The Boys Are                   | Řekni, kde ti chlapci jsou          | Dan Minahan         | Mark Wilding                            | 9. listopadu 2006  | vysíláno      |
| 44           | 8         | Staring at the Sun                   | Zářit štěstím                       | Jeff Melman         | Gabrielle Stanton a Harry Werksman, Jr. | 16. listopadu 2006 | vysíláno      |
| 45           | 9         | From a Whisper to a Scream           | Od šeptání po vřískot               | Julie Anne Robinson | Kip Koenig                              | 23. listopadu 2006 | vysíláno      |
| 46           | 10        | Don't Stand So Close to Me           | Blízká setkání lidského druhu       | Seith Mann          | Carolina Paiz                           | 30. listopadu 2006 | vysíláno      |
| 47           | 11        | Six Days (Part 1)                    | Šest dnů (část 1.)                  | Greg Yaitanes       | Krista Vernoff                          | 11. ledna 2007     | vysíláno      |
| 48           | 12        | Six Days (Part 2)                    | Šest dnů (část 2.)                  | Greg Yaitanes       | Krista Vernoff                          | 18. ledna 2007     | vysíláno      |
| 49           | 13        | Great Expectations                   | Velká očekávání                     | Michael Grossman    | Eric Buchman                            | 25. ledna 2007     | vysíláno      |
| 50           | 14        | Wishin' and Hopin'                   | Přát si a doufat                    | Julie Anne Robinson | Tony Phelan a Joan Rater                | 1. února 2007      | vysíláno      |
| 51           | 15        | Walk On Water                        | Kráčet po vodě                      | Rob Corn            | Shonda Rhimes                           | 8. února 2007      | vysíláno      |
| 52           | 16        | Drowning On Dry Land                 | Topení na souši                     | Rob Corn            | Shonda Rhimes                           | 15. února 2007     | vysíláno      |
| 53           | 17        | Some Kind of Miracle                 | Zázrak                              | Adam Arkin          | Shonda Rhimes & Marti Noxon             | 22. února 2007     | vysíláno      |
| 54           | 18        | Scars and Souvenirs                  | Jizvy a suvenýry                    | James Frawley       | Debora Cahn                             | 15. března 2007    | vysíláno      |
| 55           | 19        | My Favorite Mistake                  | Plán „Teď hned“                     | Tamra Davis         | Chris Van Dusen                         | 22. března 2007    | vysíláno      |
| 56           | 20        | Time After Time                      | Čas od času                         | Christopher Misiano | Stacy McKee                             | 19. dubna 2007     | vysíláno      |
| 57           | 21        | Desire                               | Touha                               | Tom Verica          | Mark Wilding                            | 26. dubna 2007     | vysíláno      |
| 58           | 22        | The Other Side of This Life (Part 1) | Odvrácená strana života (část 1.)   | Michael Grossman    | Shonda Rhimes                           | 3. května 2007     | vysíláno      |
| 59           | 23        | The Other Side of This Life (Part 2) | Odvrácená strana života (část 2.)   | Michael Grossman    | Shonda Rhimes                           | 3. května 2007     | vysíláno      |
| 60           | 24        | Testing 1-2-3                        | Zkouška                             | Christopher Misiano | Allan Heinberg                          | 10. května 2007    | vysíláno      |
| 61           | 25        | Didn't We Almost Have It All?        | Copak jsme neměli skoro všechno?    | Rob Corn            | Tony Phelan a Joan Rater                | 17. května 2007    | vysíláno      |

### Čtvrtá řada (2007–2008)
| Č. v seriálu | Č. v řadě | Původní název                          | Český název                       | Režie              | Scénář                         | Premiéra v USA     | Premiéra v ČR |
| ------------ | --------- | -------------------------------------- | --------------------------------- | ------------------ | ------------------------------ | ------------------ | ------------- |
| 62           | 1         | A Change Is Gonna Come                 | Měním se, tedy jsem               | Rob Corn           | Shonda Rhimes                  | 27. září 2007      | vysíláno      |
| 63           | 2         | Love/Addiction                         | Láska a závislost                 | James Frawley      | Debora Cahn                    | 4. října 2007      | vysíláno      |
| 64           | 3         | Let the Truth Sting                    | Ať pravda zabolí                  | Dan Minahan        | Mark Wilding                   | 11. října 2007     | vysíláno      |
| 65           | 4         | The Heart of the Matter                | Jádro pudla                       | Randy Zisk         | Allan Heinberg                 | 18. října 2007     | vysíláno      |
| 66           | 5         | Haunt You Every Day                    | Každý den tě na mysli mám         | Bethany Rooney     | Krista Vernoff                 | 25. října 2007     | vysíláno      |
| 67           | 6         | Kung Fu Fighting                       | Večírek gentlemanů                | Tom Verica         | Stacy McKee                    | 1. listopadu 2007  | vysíláno      |
| 68           | 7         | Physical Attraction, Chemical Reaction | Milostná romance, chemická reakce | Jeff Melman        | Tony Phelan a Joan Rater       | 8. listopadu 2007  | vysíláno      |
| 69           | 8         | Forever Young                          | Věčně mladí                       | Rob Corn           | Mark Wilding                   | 15. listopadu 2007 | vysíláno      |
| 70           | 9         | Crash Into Me (Part 1)                 | Marná pomoci snaha (část 1.)      | Michael Grossman   | Shonda Rhimes a Krista Vernoff | 22. listopadu 2007 | vysíláno      |
| 71           | 10        | Crash Into Me (Part 2)                 | Marná pomoci snaha (část 2.)      | Jessica Yu         | Shonda Rhimes a Krista Vernoff | 6. prosince 2007   | vysíláno      |
| 72           | 11        | Lay Your Hands On Me                   | Vlož na mne ruce své              | John Terlesky      | Allan Heinberg                 | 10. ledna 2008     | vysíláno      |
| 73           | 12        | Where the Wild Things Are              | Člověk je tvor divoký             | Rob Corn           | Zoanne Clack                   | 24. dubna 2008     | vysíláno      |
| 74           | 13        | Piece of My Heart                      | Srdeční záležitost                | Mark Tinker        | Stacy McKee                    | 1. května 2008     | vysíláno      |
| 75           | 14        | The Becoming                           | Doktor v hlavě                    | Julie Ann Robinson | Tony Phelan & Joan Rater       | 8. května 2008     | vysíláno      |
| 76           | 15        | Losing My Mind                         | Riziko ztráty zdravého rozumu     | James Frawley      | Debora Cahn                    | 15. května 2008    | vysíláno      |
| 77           | 16        | Freedom (Part 1)                       | Studie svobody (část 1.)          | Rob Corn           | Shonda Rhimes                  | 22. května 2008    | vysíláno      |
| 78           | 17        | Freedom (Part 2)                       | Studie svobody (část 2.)          | Rob Corn           | Shonda Rhimes                  | 22. května 2008    | vysíláno      |

### Pátá řada (2008–2009)
| Č. v seriálu | Č. v řadě | Původní název                       | Český název                     | Režie               | Scénář                   | Premiéra v USA     | Premiéra v ČR |
| ------------ | --------- | ----------------------------------- | ------------------------------- | ------------------- | ------------------------ | ------------------ | ------------- |
| 79           | 1         | Dream a Little Dream of Me (Part 1) | Tam pod nebeskou bání (část 1.) | Rob Corn            | Shonda Rhimes            | 25. září 2008      | vysíláno      |
| 80           | 2         | Dream a Little Dream of Me (Part 2) | Tam pod nebeskou bání (část 2.) | Rob Corn            | Shonda Rhimes            | 25. září 2008      | vysíláno      |
| 81           | 3         | Here Comes the Flood                | A vody veliké rozlily se všude… | Michael Pressman    | Krista Vernoff           | 9. října 2008      | vysíláno      |
| 82           | 4         | Brave New World                     | Bázliví hrdinové                | Eric Stoltz         | Debora Cahn              | 16. října 2008     | vysíláno      |
| 83           | 5         | There's No 'I' in Team              | V týmu žádné já neexistuje      | Randy Zisk          | Jenna Bans               | 23. října 2008     | vysíláno      |
| 84           | 6         | Life During Wartime                 | Anatomie války                  | Jim Frawley         | Mark Wilding             | 30. října 2008     | vysíláno      |
| 85           | 7         | Rise Up                             | Člověče, povstaň                | Joanna Kerns        | William Harper           | 6. listopadu 2008  | vysíláno      |
| 86           | 8         | These Ties That Bind                | Vzájemně spjati                 | Eric Stoltz         | Stacy McKee              | 13. listopadu 2008 | vysíláno      |
| 87           | 9         | In the Midnight Hour                | V půlnoční hodině               | Tom Verica          | Tony Phelan a Joan Rater | 20. listopadu 2008 | vysíláno      |
| 88           | 10        | All By Myself                       | Já, jenom já                    | Arlene Sanford      | Peter Nowalk             | 4. prosince 2008   | vysíláno      |
| 89           | 11        | Wish You Were Here                  | Nechť přání mé se splní         | Rob Corn            | Debora Cahnk             | 8. ledna 2009      | vysíláno      |
| 90           | 12        | Sympathy for the Devil              | Soucit s ďáblem                 | Jeannot Szwarc      | Jenna Bans               | 15. ledna 2009     | vysíláno      |
| 91           | 13        | Stairway to Heaven                  | Nebe, či peklo                  | Allison Liddi       | Mark Wilding             | 22. ledna 2009     | vysíláno      |
| 92           | 14        | Beat Your Heart Out                 | Zvýšená tepová frekvence        | Julie Anne Robinson | William Harper           | 5. února 2009      | vysíláno      |
| 93           | 15        | Before and After                    | Chirurgie hrou                  | Dan Attias          | Tony Phelan a Joan Rater | 12. února 2009     | vysíláno      |
| 94           | 16        | An Honest Mistake                   | Chybovati je lidské             | Randy Zisk          | Peter Nowalk             | 19. února 2009     | vysíláno      |
| 95           | 17        | I Will Follow You Into the Dark     | Do temnot půjdu za tebou…       | Rob Corn            | Jenna Bans               | 12. března 2009    | vysíláno      |
| 96           | 18        | Stand By Me                         | Stůj při mně                    | Jessica Yu          | Zoanne Clack             | 19. března 2009    | vysíláno      |
| 97           | 19        | Elevator Love Letter                | Nouzové zastavení času          | Ed Ornelas          | Stacy McKee              | 26. března 2009    | vysíláno      |
| 98           | 20        | Sweet Surrender                     | Porážka nepřichází v úvahu      | Tony Phelan         | Sonay Washington         | 23. dubna 2009     | vysíláno      |
| 99           | 21        | No Good at Saying Sorry             | Stačí se omluvit                | Tom Verica          | Krista Vernoff           | 30. dubna 2009     | vysíláno      |
| 100          | 22        | What a Difference a Day Makes       | Den, kdy puká srdce             | Rob Corn            | Shonda Rhimes            | 7. května 2009     | vysíláno      |
| 101          | 23        | Here's to Future Days               | Na dny budoucí!                 | Bill D'Elia         | Allan Heinberg           | 14. května 2009    | vysíláno      |
| 102          | 24        | Now or Never                        | Teď, nebo nikdy                 | Rob Corn            | Debora Cahn              | 14. května 2009    | vysíláno      |

### Šestá řada (2009–2010)
| Č. v seriálu | Č. v řadě | Původní název                               | Český název                  | Režie               | Scénář                      | Premiéra v USA     | Premiéra v ČR      |
| ------------ | --------- | ------------------------------------------- | ---------------------------- | ------------------- | --------------------------- | ------------------ | ------------------ |
| 103          | 1         | Good Mourning                               | Pět stupňů zármutku          | Ed Ornelas          | Krista Vernoff              | 24. září 2009      | 20. června 2011    |
| 104          | 2         | Goodbye                                     | Sbohem                       | Bill D'Elia         | Krista Vernoff              | 24. září 2009      | 27. června 2011    |
| 105          | 3         | I Always Feel Like Somebody's Watchin' Me   | Přestaň se bát               | Michael Pressman    | Tony Phelan a Joan Rater    | 1. října 2009      | 4. července 2011   |
| 106          | 4         | Tainted Obligation                          | Pošramocená povinnost        | Tom Verica          | Jenna Bans                  | 8. října 2009      | 11. července 2011  |
| 107          | 5         | Invasion                                    | Invaze                       | Tony Phelan         | Mark Wilding                | 15. října 2009     | 18. července 2011  |
| 108          | 6         | I Saw What I Saw                            | Co jsem viděl, to jsem viděl | Allison Liddi-Brown | William Harper              | 22. října 2009     | 25. července 2011  |
| 109          | 7         | Give Peace a Chance                         | Řez naslepo                  | Chandra Wilson      | Peter Nowalk                | 29. října 2009     | 1. srpna 2011      |
| 110          | 8         | Invest in Love                              | Operace k narozeninám        | Jessica Yu          | Stacy McKee                 | 5. listopadu 2009  | 8. srpna 2011      |
| 111          | 9         | New History                                 | Vzpomínky na minulost        | Rob Corn            | Allan Heinberg              | 12. listopadu 2009 | 15. srpna 2011     |
| 112          | 10        | Holidaze                                    | Horečka svátečních nocí      | Robert Berlinger    | Krista Vernoff              | 19. listopadu 2009 | 22. srpna 2011     |
| 113          | 11        | Blink                                       | V jediném okamžiku           | Randy Zisk          | Debora Cahn                 | 14. ledna 2010     | 29. srpna 2011     |
| 114          | 12        | I Like You So Much Better When You're Naked | Práskač                      | Donna Deitch        | Tony Phelan a Joan Rater    | 21. ledna 2010     | 5. září 2011       |
| 115          | 13        | State of Love and Trust                     | Stav lásky a důvěry          | Jeannot Szwarc      | Stacy McKee                 | 4. února 2010      | 12. září 2011      |
| 116          | 14        | Valentine's Day Massacre                    | Masakr na svatého Valentýna  | Stephen Cragg       | William Harper              | 11. února 2010     | 19. září 2011      |
| 117          | 15        | The Time Warp                               | Poslední přednáška           | Rob Corn            | Zoanne Clack                | 18. února 2010     | 26. září 2011      |
| 118          | 16        | Perfect Little Accident                     | Dokonalá náhoda              | Bill D'Elia         | Peter Nowalk                | 4. března 2010     | 3. října 2011      |
| 119          | 17        | Push                                        | Vrcholová fotografie         | Chandra Wilson      | Debora Cahn                 | 11. března 2010    | 10. října 2011     |
| 120          | 18        | Suicide is Painless                         | Sebevražda nebolí            | Jeannot Szwarc      | Tony Phelan a Joan Rater    | 25. března 2010    | 17. října 2011     |
| 121          | 19        | Sympathy for the Parents                    | Smrt paní Clarkové           | Debbie Allen        | Allan Heinberg              | 1. dubna 2010      | 24. října 2011     |
| 122          | 20        | Hook, Line and Sinner                       | Hák, miminko a doktor Evans  | Tony Phelan         | Meg Marinis                 | 29. dubna 2010     | 31. října 2011     |
| 123          | 21        | How Insensitive                             | Velmi vážený pacient         | Tom Verica          | William Harper              | 6. května 2010     | 7. listopadu 2011  |
| 124          | 22        | Shiny Happy People                          | Hledání stavu blaženosti     | Ed Ornelas          | Zoanne Clack a Peter Nowalk | 13. května 2010    | 14. listopadu 2011 |
| 125          | 23        | Sanctuary                                   | Střelec                      | Stephen Cragg       | Shonda Rhimes               | 20. května 2010    | 21. listopadu 2011 |
| 126          | 24        | Death and All His Friends                   | Den, kdy byla prolita krev   | Rob Corn            | Shonda Rhimes               | 20. května 2010    | 28. listopadu 2011 |

### Sedmá řada (2010–2011)
| Č. v seriálu | Č. v řadě | Původní název                      | Český název                   | Režie               | Scénář                   | Premiéra v USA     | Premiéra v ČR     |
| ------------ | --------- | ---------------------------------- | ----------------------------- | ------------------- | ------------------------ | ------------------ | ----------------- |
| 127          | 1         | With You I'm Born Again            | Biologická nutnost změny      | Rob Corn            | Krista Vernoff           | 23. září 2010      | 5. prosince 2011  |
| 128          | 2         | Shock to the System                | Hromosvod všech hrůz          | Tom Verica          | William Harper           | 30. září 2010      | 12. prosince 2011 |
| 129          | 3         | Superfreak                         | Divní lidé                    | Michael Pressman    | Mark Wilding             | 7. října 2010      | 19. prosince 2011 |
| 130          | 4         | Can't Fight Biology                | Nepřátelská děloha            | Ed Ornelas          | Peter Nowalk             | 14. října 2010     | 26. prosince 2011 |
| 131          | 5         | Almost Grown                       | Téměř dospělí                 | Chandra Wilson      | Brian Tanen              | 21. října 2010     | 2. ledna 2012     |
| 132          | 6         | These Arms of Mine                 | V mém náručí                  | Stephen Cragg       | Stacy McKee              | 28. října 2010     | 9. ledna 2012     |
| 133          | 7         | That's Me Trying                   | Já se snažím                  | Tony Phelan         | Austin Guzman            | 4. listopadu 2010  | 16. ledna 2012    |
| 134          | 8         | Something's Gotta Give             | Přetlak lidského těla         | Jeannot Szwarc      | William Harper           | 11. listopadu 2010 | 23. ledna 2012    |
| 135          | 9         | Slow Night, So Long                | Dobré ráno, dobrou noc        | Rob Bailey          | Zoanne Clack             | 18. listopadu 2010 | 30. ledna 2012    |
| 136          | 10        | Adrift and at Peace                | Napospas živlům               | Allison Liddi-Brown | Tony Phelan a Joan Rater | 2. prosince 2010   | 6. února 2012     |
| 137          | 11        | Disarm                             | Kde končí věda a začíná umění | Debbie Allen        | Krista Vernoff           | 6. ledna 2011      | 13. února 2012    |
| 138          | 12        | Start Me Up                        | Nepopsaná tabule              | Mark Jackson        | Natalie Krinsky          | 13. ledna 2011     | 20. února 2012    |
| 139          | 13        | Don't Deceive Me (Please Don't Go) | Nepodváděj mě                 | Kevin McKidd        | Mark Wilding             | 3. února 2011      | 27. února 2012    |
| 140          | 14        | P.Y.T. (Pretty Young Thing)        | Urgentní potřeba kofeinu      | Steve Robin         | Austin Guzman            | 10. února 2011     | 6. března 2012    |
| 141          | 15        | Golden Hour                        | Tři tisíce šest set sekund    | Rob Corn            | Stacy McKee              | 17. února 2011     | 13. března 2012   |
| 142          | 16        | Not Responsible                    | Jsme zodpovědní?              | Debbie Allen        | Debora Cahn              | 24. února 2011     | 20. března 2012   |
| 143          | 17        | This Is How We Do It               | Gangsteři se skalpelem        | Ed Ornelas          | Peter Nowalk             | 24. března 2011    | 20. března 2012   |
| 144          | 18        | Song Beneath the Song              | Jedna píseň za druhou         | Tony Phelan         | Shonda Rhimes            | 31. března 2011    | 27. března 2012   |
| 145          | 19        | It's a Long Way Back               | Dlouhá cesta zpátky           | Steve Robin         | William Harper           | 28. dubna 2011     | 3. února 2012     |
| 146          | 20        | White Wedding                      | Svatba v bílém                | Chandra Wilson      | Stacy McKee              | 5. května 2011     | 10. dubna 2012    |
| 147          | 21        | I Will Survive                     | Já přežiju                    | Tom Verica          | Zoanne Clack             | 12. května 2011    | 17. dubna 2012    |
| 148          | 22        | Unaccompanied Minor                | Nezletilá bez doprovodu       | Rob Corn            | Debora Cahn              | 19. května 2011    | 1. května 2012    |

### Osmá řada (2011–2012)
| Č. v seriálu | Č. v řadě | Původní název            | Český název              | Režie               | Scénář                    | Premiéra v USA     | Premiéra v ČR      |
| ------------ | --------- | ------------------------ | ------------------------ | ------------------- | ------------------------- | ------------------ | ------------------ |
| 149          | 1         | Free Falling             | Volný pád                | Rob Corn            | Tony Phelan a Joan Rater  | 22. září 2011      | 9. července 2013   |
| 150          | 2         | She's Gone               | Ztracená                 | Tony Phelan         | Debora Cahn               | 22. září 2011      | 16. července 2013  |
| 151          | 3         | Take the Lead            | Jak se do lesa volá…     | Chandra Wilson      | William Harper            | 29. září 2011      | 23. července 2013  |
| 152          | 4         | What Is It About Men     | Co to na těch mužích je  | Tom Verica          | Stacy McKee               | 6. října 2011      | 30. července 2013  |
| 153          | 5         | Love, Loss and Legacy    | Ztráta, láska a dědictví | Stephen Cragg       | Denise Hahn               | 13. října 2011     | 6. srpna 2013      |
| 154          | 6         | Poker Face               | Jiný způsob štěstí       | Kevin McKidd        | Peter Nowalk              | 20. října 2011     | 13. srpna 2013     |
| 155          | 7         | Put Me In, Coach         | Trenére, postavte mě     | Debbie Allen        | Jeannine Renshaw          | 27. října 2011     | 20. srpna 2013     |
| 156          | 8         | Heart-Shaped Box         | Srdce v krabici          | Jessica Yu          | Austin Guzman             | 3. listopadu 2011  | 27. srpna 2013     |
| 157          | 9         | Dark Was the Night       | Noc byla temná           | Allison Liddi-Brown | Debora Cahn               | 10. listopadu 2011 | 4. září 2013       |
| 158          | 10        | Suddenly                 | Najednou                 | Ron Underwood       | Stacy McKee               | 5. ledna 2012      | 10. září 2013      |
| 159          | 11        | This Magic Moment        | První krůčky             | Steve Robin         | Zoanne Clack              | 12. ledna 2012     | 17. září 2013      |
| 160          | 12        | Hope for the Hopeless    | Naděje pro beznadějné    | Mark Jackson        | Peter Nowalk              | 19. ledna 2012     | 24. září 2013      |
| 161          | 13        | If/Then                  | Co by, kdyby             | Jeannot Szwarc      | William Harper            | 2. února 2012      | 1. října 2013      |
| 162          | 14        | All You Need Is Love     | Příměří                  | Rob Corn            | Jeannine Renshaw          | 9. února 2012      | 8. října 2013      |
| 163          | 15        | Have You Seen Me Lately? | Předčasný porod          | Tony Phelan         | Austin Guzman             | 16. února 2012     | 15. října 2013     |
| 164          | 16        | If Only You Were Lonely  | Protichůdné názory       | Susan Vaill         | Matt Byrne                | 23. února 2012     | 22. října 2013     |
| 165          | 17        | One Step Too Far         | O krok nejdál            | Ed Ornelas          | William Harper            | 15. března 2012    | 29. října 2013     |
| 166          | 18        | The Lion Sleeps Tonight  | Zbrusu nová srdce        | Mark Jackson        | Stacy McKee               | 5. dubna 2012      | 5. listopadu 2013  |
| 167          | 19        | Support System           | Systém podpory života    | Allison Liddi-Brown | Heather Mitchell          | 12. dubna 2012     | 12. listopadu 2013 |
| 168          | 20        | The Girl With No Name    | Dívka beze jména         | Ron Underwood       | Peter Nowalk              | 19. dubna 2012     | 19. listopadu 2013 |
| 169          | 21        | Moment of Truth          | Okamžika pravdy          | Chandra Wilson      | Zakiyyah Alexander        | 26. dubna 2012     | 26. listopadu 2013 |
| 170          | 22        | Let the Bad Times Roll   | Ať plynou časy zlé       | Kevin McKidd        | Matt Byrne                | 3. května 2012     | 3. prosince 2013   |
| 171          | 23        | Migration                | Migrace                  | Stephen Cragg       | Mark Wilding a Jenna Bans | 10. května 2012    | 10. prosince 2013  |
| 172          | 24        | Flight                   | Let                      | Rob Corn            | Shonda Rhimes             | 17. května 2012    | 17. prosince 2013  |

### Devátá řada (2012–2013)
| Č. v seriálu | Č. v řadě | Původní název                       | Český název              | Režie           | Scénář           | Premiéra v USA     | Premiéra v ČR     |
| ------------ | --------- | ----------------------------------- | ------------------------ | --------------- | ---------------- | ------------------ | ----------------- |
| 173          | 1         | Going, Going, Gone                  | Dotyk medúzy             | Rob Corn        | Stacy McKee      | 27. září 2012      | 29. prosince 2013 |
| 174          | 2         | Remember the Time                   | Jen si vzpomeň           | Tony Phelan     | William Harper   | 4. října 2012      | 5. ledna 2014     |
| 175          | 3         | Love the One You're With            | Miluj toho svého         | Debbie Allen    | Zoanne Clack     | 18. října 2012     | 12. ledna 2014    |
| 176          | 4         | I Saw Her Standing There            | Užívej si, dokud můžeš   | Kevin McKidd    | Austin Guzman    | 25. října 2012     | 19. ledna 2014    |
| 177          | 5         | Beautiful Doom                      | Krása neodvratného osudu | Stephen Cragg   | Jeannine Renshaw | 8. listopadu 2012  | 26. ledna 2014    |
| 178          | 6         | Second Opinion                      | Druhý názor              | Chandra Wilson  | William Harper   | 15. listopadu 2012 | 2. února 2014     |
| 179          | 7         | I Was Made for Lovin' You           | Má to tak být            | Laura Innes     | Peter Nowalk     | 29. listopadu 2012 | 9. února 2014     |
| 180          | 8         | Love Turns You Upside Down          | Nebezpečná soutěživost   | Mark Jackson    | Stacy McKee      | 6. prosince 2012   | 16. února 2014    |
| 181          | 9         | Run, Baby, Run                      | Utíkej, holka, utíkej    | Rob Corn        | Debora Cahn      | 13. prosince 2012  | 23. února 2014    |
| 182          | 10        | Things We Said Today                | Začít od začátku         | Ron Underwood   | Austin Guzman    | 10. ledna 2013     | 2. března 2014    |
| 183          | 11        | The End is the Beginning is the End | Sladká nevědomost        | Cherie Nowlan   | Joan Rater       | 17. ledna 2013     | 9. března 2014    |
| 184          | 12        | Walking on a Dream                  | Žít svůj sen             | Rob Hardy       | Tia Napolitano   | 24. ledna 2013     | 16. března 2014   |
| 185          | 13        | Bad Blood                           | Zlá krev                 | Steve Robin     | Jeannine Renshaw | 31. ledna 2013     | 23. března 2014   |
| 186          | 14        | The Face of Change                  | Nevyhnutelné změny       | Rob Greenlea    | Stacy McKee      | 7. února 2013      | 30. března 2014   |
| 187          | 15        | Hard Bargain                        | Rána do zad              | Tony Phelan     | William Harper   | 14. února 2013     | 6. dubna 2014     |
| 188          | 16        | This Is Why We Fight                | Proto bojujeme           | Jeannot Szwarc  | Austin Guzman    | 21. února 2013     | 13. dubna 2014    |
| 189          | 17        | Transplant Wasteland                | Propad do chaosu         | Chandra Wilson  | Zoanne Clack     | 14. března 2013    | 20. dubna 2014    |
| 190          | 18        | Idle Hands                          | Chvála zahálky           | David Greenspan | Gabriel Llanas   | 21. března 2013    | 27. dubna 2014    |
| 191          | 19        | Can't Fight This Feeling            | Intuice                  | Mark Jackson    | Meg Marinis      | 28. března 2013    | 4. května 2014    |
| 192          | 20        | She's Killing Me                    | Infekce                  | Nicole Rubio    | Debora Cahn      | 4. dubna 2013      | 11. května 2014   |
| 193          | 21        | Sleeping Monster                    | Spící nestvůra           | Bobby Roth      | Bronwyn Garrity  | 25. dubna 2013     | 18. května 2014   |
| 194          | 22        | Do You Believe in Magic             | Věříte v kouzla?         | Kevin McKidd    | Dan Bucatinsky   | 2. května 2013     | 25. května 2014   |
| 195          | 23        | Readiness is All                    | Bouře                    | Tony Phelan     | Bill Harper      | 9. května 2013     | 1. června 2014    |
| 196          | 24        | Perfect Storm                       | Vyhodnocování ztrát      | Rob Corn        | Stacy McKee      | 16. května 2013    | 8. června 2014    |

### Desátá řada (2013–2014)
| Č. v seriálu | Č. v řadě | Původní název                                           | Český název               | Režie           | Scénář                   | Premiéra v USA     | Premiéra v ČR      |
| ------------ | --------- | ------------------------------------------------------- | ------------------------- | --------------- | ------------------------ | ------------------ | ------------------ |
| 197          | 1         | Seal Our Fate                                           | Zpečetit svůj osud        | Rob Corn        | Joan Rater               | 26. září 2013      | 19. října 2014     |
| 198          | 2         | I Want You With Me                                      | Chci tě při sobě          | Chandra Wilson  | Debora Cahn              | 26. září 2013      | 26. října 2014     |
| 199          | 3         | Everybody's Crying Mercy                                | Všichni prosí o milost    | Tony Phelan     | Tia Napolitano           | 3. října 2013      | 2. listopadu 2014  |
| 200          | 4         | Puttin' on the Ritz                                     | Peníze nade vše           | Rob Corn        | Austin Guzman            | 10. října 2013     | 9. listopadu 2014  |
| 201          | 5         | I Bet It Stung                                          | Možnost říct ne           | Mark Jackson    | Jeannine Renshaw         | 17. října 2013     | 16. listopadu 2014 |
| 202          | 6         | Map of You                                              | Mapa tvé osobnosti        | David Greenspan | William Harper           | 24. října 2013     | 23. listopadu 2014 |
| 203          | 7         | Thriller                                                | Thriller                  | Cherie Nowlan   | Gabriel Llanas           | 31. října 2013     | 30. listopadu 2014 |
| 204          | 8         | Two Against One                                         | Dva na jednoho            | Kevin McKidd    | Meg Marinis              | 7. listopadu 2013  | 7. prosince 2014   |
| 205          | 9         | Sorry Seems to be the Hardest Word                      | Omluva bývá nejtěžší      | Jeannot Szwarc  | Stacy McKee              | 14. listopadu 2013 | 14. prosince 2014  |
| 206          | 10        | Somebody That I Used to Know                            | Někdo, koho jsem znala    | Debbie Allen    | Debora Cahn              | 21. listopadu 2013 | 21. prosince 2014  |
| 207          | 11        | Man on the Moon                                         | Člověk na Měsíci          | Bobby Roth      | Elizabeth J. B. Klaviter | 5. prosince 2013   | 28. prosince 2014  |
| 208          | 12        | Get Up, Stand Up                                        | Bojuj za svá práva        | Tony Phelan     | William Harper           | 12. prosince 2013  | 4. ledna 2015      |
| 209          | 13        | Take It Back                                            | Odvolej to                | Rob Corn        | Austin Guzman            | 27. února 2014     | 11. ledna 2015     |
| 210          | 14        | You Got to Hide Your Love Away                          | Skrývej svou lásku        | Ron Underwood   | Tia Napolitano           | 3. června 2014     | 18. ledna 2015     |
| 211          | 15        | Throwing it All Away                                    | Všechno zahodit           | Chris Hayde     | William Harper           | 13. března 2014    | 5. ledna 2015      |
| 212          | 16        | We Gotta Get Out of This Place                          | Už abychom byli pryč      | Susan Vaill     | Jeannine Renshaw         | 20. března 2014    | 1. února 2015      |
| 213          | 17        | Do You Know?                                            | Chcete takhle žít?        | Chandra Wilson  | Stacy McKee              | 27. března 2014    | 8. února 2015      |
| 214          | 18        | You Be Illin'                                           | Když to s tebou sekne     | Nicole Cummins  | Zoanne Clack             | 3. dubna 2014      | 15. února 2015     |
| 215          | 19        | I'm Winning                                             | Nominační nadšení         | Kevin McKidd    | Joan Rater               | 10. dubna 2014     | 22. února 2015     |
| 216          | 20        | Go It Alone                                             | Jsem v tom sama           | Mark Jackson    | Lauren Barnett           | 17. dubna 2014     | 1. března 2015     |
| 217          | 21        | Change of Heart                                         | Není cesty zpět           | Rob Greenlea    | Meg Marinis              | 24. dubna 2014     | 8. března 2015     |
| 218          | 22        | We Are Never Ever Getting Back Together                 | Nikdy se k sobě nevrátíme | Rob Corn        | Joan Rater               | 1. května 2014     | 15. března 2015    |
| 219          | 23        | Everything I Try to Do, Nothing Seems to Turn Out Right | Nikdy to nedopadne dobře  | Bill D'Elia     | Austin Guzman            | 8. května 2014     | 22. března 2015    |
| 220          | 24        | Fear (of the Unknown)                                   | Strach z neznáma          | Tony Phelan     | William Harper           | 15. května 2014    | 30. března 2015    |

### Jedenáctá řada (2014–2015)
| Č. v seriálu | Č. v řadě | Původní název                   | Český název                        | Režie            | Scénář                  | Premiéra v USA     | Premiéra v ČR |
| ------------ | --------- | ------------------------------- | ---------------------------------- | ---------------- | ----------------------- | ------------------ | ------------- |
| 221          | 1         | I Must Have Lost it on the Wind | Krása bloudění                     | Kevin McKidd     | Stacy McKee             | 25. září 2014      | vysíláno      |
| 222          | 2         | Puzzle With a Piece Missing     | Záhada hlavolamu                   | Rob Corn         | William Harper          | 2. října 2014      | vysíláno      |
| 223          | 3         | Got to Be Real                  | Nalej čistého vína                 | Rob Corn         | Zoanne Clack            | 9. října 2014      | vysíláno      |
| 224          | 4         | Only Mama Knows                 | To ví jen maminka                  | Nicole Rubio     | Mark Driscoll           | 16. října 2014     | vysíláno      |
| 225          | 5         | Bend & Break                    | Přeskoč, ale nepodlez              | Jesse Bochco     | Meg Marinis             | 23. října 2014     | vysíláno      |
| 226          | 6         | Don't Let's Start               | Bez a konce a začátku              | Rob Greenlea     | Austin Guzman           | 6. listopadu 2014  | vysíláno      |
| 227          | 7         | Could We Start Again, Please?   | Mohli bychom začít znovu, prosím?  | Bobby Roth       | Andy Reaser             | 13. listopadu 2014 | vysíláno      |
| 228          | 8         | Risk                            | Riziko                             | Rob Corn         | William Harper          | 20. listopadu 2014 | vysíláno      |
| 229          | 9         | Where Do We Go From Here        | Co budeme dělat dál?               | Debbie Allen     | Meg Marinis             | 29. ledna 2015     | vysíláno      |
| 230          | 10        | The Bed's Too Big Without You   | Ta postel je bez tebe příliš velká | Chandra Wilson   | Tia Napolitano          | 5. února 2015      | vysíláno      |
| 231          | 11        | All I Could Do Was Cry          | Mohla jsem jenom plakat            | Ron Underwood    | Elizabeth J.B. Klaviter | 12. února 2015     | vysíláno      |
| 232          | 12        | The Great Pretender             | Velké předstírání                  | Jeannot Szwarc   | Mark Driscoll           | 19. února 2015     | vysíláno      |
| 233          | 13        | Staring at the End              | Otázky bez odpovědi                | Mark Jackson     | Stacy McKee             | 26. února 2015     | vysíláno      |
| 234          | 14        | The Distance                    | Vzdálenost                         | Eric Laneuville  | Austin Guzman           | 5. března 2015     | vysíláno      |
| 235          | 15        | I Feel the Earth Move           | Cítím, jak se Země pohybuje        | Thomas J. Wright | Jen Klein               | 12. března 2015    | vysíláno      |
| 236          | 16        | Don't Dream It's Over           | Konec snění                        | Susan Vaill      | Andy Reaser             | 19. března 2015    | vysíláno      |
| 237          | 17        | With or Without You             | S tebou, nebo bez tebe             | Chandra Wilson   | Elisabeth R. Finch      | 26. března 2015    | vysíláno      |
| 238          | 18        | When I Grow Up                  | Až vyrostu                         | Zetna Fuentes    | Tia Napolitano          | 2. dubna 2015      | vysíláno      |
| 239          | 19        | Crazy Love                      | Bláznivá láska                     | Paul McCrane     | Elizabeth J.B. Klaviter | 9. dubna 2015      | vysíláno      |
| 240          | 20        | One Flight Down                 | Příprava na nejhorší               | David Greenspan  | Austin Guzman           | 16. dubna 2015     | vysíláno      |
| 241          | 21        | How to Save a Life              | Jak zachránit život                | Rob Hardy        | Shonda Rhimes           | 23. dubna 2015     | vysíláno      |
| 242          | 22        | She's Leaving Home (Part 1)     | Odchod z domova                    | Chris Hayden     | Stacy McKee             | 30. dubna 2015     | vysíláno      |
| 243          | 23        | She's Leaving Home (Part 2)     | Odchod z domova                    | Chris Hayden     | Stacy McKee             | 30. dubna 2015     | vysíláno      |
| 244          | 24        | Time Stops                      | Bublina                            | Kevin McKidd     | Meg Marinis             | 7. května 2015     | vysíláno      |
| 245          | 25        | You're My Home                  | Můj domov jsi ty                   | Rob Corn         | William Harper          | 14. května 2015    | vysíláno      |

### Dvanáctá řada (2015–2016)
| Č. v seriálu | Č. v řadě | Původní název                          | Český název                           | Režie                | Scénář                  | Premiéra v USA     | Premiéra v ČR |
| ------------ | --------- | -------------------------------------- | ------------------------------------- | -------------------- | ----------------------- | ------------------ | ------------- |
| 246          | 1         | Sledgehammer                           | Jak zbořit zeď                        | Kevin McKidd         | Stacy McKee             | 24. září 2015      | vysíláno      |
| 247          | 2         | Walking Tall                           | Hrdost a sebejistota                  | Debbie Allen         | Meg Marinis             | 1. října 2015      | vysíláno      |
| 248          | 3         | I Choose You                           | Vybírám si tebe                       | Rob Corn             | William Harper          | 8. října 2015      | vysíláno      |
| 249          | 4         | Old Time Rock and Roll                 | Starý dobrý rokenrol                  | Nicole Rubio         | Austin Guzman           | 15. října 2015     | vysíláno      |
| 250          | 5         | Guess Who's Coming to Dinner           | Hádej, kdo přijde na večeři           | Debbie Allen         | Mark Driscoll           | 22. října 2015     | vysíláno      |
| 251          | 6         | The Me Nobody Knows                    | To, co o mně nikdo neví               | Jeannot Szwarc       | Karin Gist              | 5. listopadu 2015  | vysíláno      |
| 252          | 7         | Something Against You                  | Něco proti tobě                       | Geary McLeod         | Andy Reaser             | 12. listopadu 2015 | vysíláno      |
| 253          | 8         | Things We Lost in the Fire             | Co jsme ztratili v ohni               | Rob Corn             | Tia Napolitano          | 19. listopadu 2015 | vysíláno      |
| 254          | 9         | The Sound of Silence                   | Zvuk ticha                            | Denzel Washington    | Stacy McKee             | 11. února 2016     | vysíláno      |
| 255          | 10        | All I Want Is You                      | Chci tebe, jen tebe                   | Kevin Sullivan       | Elisabeth R. Finch      | 18. února 2016     | vysíláno      |
| 256          | 11        | Unbreak My Heart                       | Vrať mi mé zlomené srdce              | Rob Corn             | Elizabeth J.B. Klaviter | 25. února 2016     | vysíláno      |
| 257          | 12        | My Next Life                           | Můj příští život                      | Chandra Wilson       | William Harper          | 3. března 2016     | vysíláno      |
| 258          | 13        | All Eyez on Me                         | Všechny zraky jsou upřené na mě       | Charlotte Brandstrom | Austin Guzman           | 10. března 2016    | vysíláno      |
| 259          | 14        | Odd Man Out                            | Kdo je lichý, z kola ven              | Kevin McKidd         | Meg Marinis             | 17. března 2016    | vysíláno      |
| 260          | 15        | I Am Not Waiting Anymore               | Já už dál čekat nebudu                | Nicole Rubio         | Mark Driscoll           | 24. března 2016    | vysíláno      |
| 261          | 16        | When It Hurts So Bad                   | Když to tak bolí...                   | Eric Laneuville      | Andy Reaser             | 31. března 2016    | vysíláno      |
| 262          | 17        | I Wear the Face                        | Obličej, který nosím                  | Chandra Wilson       | Karin Gist              | 7. dubna 2016      | vysíláno      |
| 263          | 18        | There's a Fine, Fine Line              | Ta tenká hraniční čára                | Jeannot Szwarc       | Jen Klein               | 14. dubna 2016     | vysíláno      |
| 264          | 19        | It's Alright, Ma (I'm Only Bleeding)   | To nic, mami                          | Chris Hayden         | Austin Guzman           | 14. dubna 2016     | vysíláno      |
| 265          | 20        | Trigger Happy                          | V ostré palbě                         | Zetna Fuentes        | Zoanne Clack            | 21. dubna 2016     | vysíláno      |
| 266          | 21        | You're Gonna Need Someone on Your Side | Budeš potřebovat někoho na své straně | Debbie Allen         | Lauren Barnett          | 28. dubna 2016     | vysíláno      |
| 267          | 22        | Mama Tried                             | Maminka se snažila                    | Kevin McKidd         | Tia Napolitano          | 5. května 2016     | vysíláno      |
| 268          | 23        | At Last                                | Konečně!                              | Rob Corn             | Stacy McKee             | 12. května 2016    | vysíláno      |
| 269          | 24        | Family Affair                          | Rodinná záležitost                    | Debbie Allen         | William Harper          | 19. května 2016    | vysíláno      |

### Třináctá řada (2016–2017)
| Č. v seriálu | Č. v řadě | Původní název                             | Český název                  | Režie                 | Scénář                  | Premiéra v USA     | Premiéra v ČR |
| ------------ | --------- | ----------------------------------------- | ---------------------------- | --------------------- | ----------------------- | ------------------ | ------------- |
| 270          | 1         | Undo                                      | Nelze vrátit zpět            | Debbie Allen          | William Harper          | 22. září 2016      | vysíláno      |
| 271          | 2         | Catastrophe and the Cure                  | Katastrofa a léčba           | Kevin McKidd          | Karin Gist              | 29. září 2016      | vysíláno      |
| 272          | 3         | I Ain't No Miracle Worker                 | Nejsem ten, kdo dělá zázraky | Rob Corn              | Andy Reaser             | 6. října 2016      | vysíláno      |
| 273          | 4         | Falling Slowly                            | Pomalý pád                   | Victoria Mahoney      | Jen Klein               | 13. října 2016     | vysíláno      |
| 274          | 5         | Both Sides Now                            | Velkolepý den                | Chandra Wilson        | Mark Driscoll           | 20. října 2016     | vysíláno      |
| 275          | 6         | Roar                                      | Burácení                     | Nicole Rubio          | Elizabeth J.B. Klaviter | 27. října 2016     | vysíláno      |
| 276          | 7         | Why Try To Change Me Now                  | Proč mě chceš změnit teď?    | Jeannot Szwarc        | Austin Guzman           | 3. listopadu 2016  | vysíláno      |
| 277          | 8         | The Room Where It Happens                 | Místnost, kde se to děje     | Debbie Allen          | Meg Marinis             | 10. listopadu 2016 | vysíláno      |
| 278          | 9         | You Haven't Done Nothin                   | Ty jsi nic neudělal          | Rob Corn              | Karin Gist              | 17. listopadu 2016 | vysíláno      |
| 279          | 10        | You Can Look (But You'd Better Not Touch) | Dívat se, ale neshat         | Jann Turner           | Tia Napolitano          | 26. ledna 2017     | vysíláno      |
| 280          | 11        | Jukebox Hero                              | Hrdinové                     | Kevin Rodney Sullivan | Zoanne Clack            | 2. února 2017      | vysíláno      |
| 281          | 12        | None of Your Business                     | To není tvoje věc            | Geary McLeod          | Andy Reaser             | 9. února 2017      | vysíláno      |
| 282          | 13        | It Only Gets Much Worse                   | Bude to jenom horší          | Jeannot Szwarc        | Lauren Barnett          | 16. února 2017     | vysíláno      |
| 283          | 14        | Back Where You Belong                     | Zpátky tam, kam patříš       | Oliver Bokelberg      | Jen Klein               | 23. února 2017     | vysíláno      |
| 284          | 15        | Civil War                                 | Občanská vála                | Nicole Rubio          | Elizabeth J.B. Klaviter | 9. března 2017     | vysíláno      |
| 285          | 16        | Who Is He (And What Is He to You)?        | Co pro tebe znamená?         | Kevin McKidd          | Elisabeth R. Finch      | 16. března 2017    | vysíláno      |
| 286          | 17        | Til I Hear It From You                    | Dokud to neuslyším od tebe   | Kevin McKidd          | Austin Guzman           | 23. března 2017    | vysíláno      |
| 287          | 18        | Be Still, My Soul                         | Odpočívej v pokoji           | Ellen Pompeo          | Meg Marinis             | 30. března 2017    | vysíláno      |
| 288          | 19        | What's Inside                             | Pandořina skříňka            | Nzingha Stewart       | Tia Napolitano          | 6. dubna 2017      | vysíláno      |
| 289          | 20        | In the Air Tonight                        | Noční let                    | Chandra Wilson        | Stacy McKee             | 13. dubna 2017     | vysíláno      |
| 290          | 21        | Don't Stop Me Now                         | Teď mě nezastavuj            | Louis Venosta         | Andy Reaser             | 27. dubna 2017     | vysíláno      |
| 291          | 22        | Leave It Inside                           | Pootevřené dveře             | Zetna Fuentes         | Elisabeth R. Finch      | 4. května 2017     | vysíláno      |
| 292          | 23        | True Colors                               | Pravá podstata               | Kevin McKidd          | William Harper          | 11. května 2017    | vysíláno      |
| 293          | 24        | Ring of Fire                              | V jednom ohni                | Debbie Allen          | Stacy McKee             | 18. května 2017    | vysíláno      |

### Čtrnáctá řada (2017–2018)
| Č. v seriálu | Č. v řadě | Původní název                              | Český název                                      | Režie           | Scénář                    | Premiéra v USA     | Premiéra v ČR |
| ------------ | --------- | ------------------------------------------ | ------------------------------------------------ | --------------- | ------------------------- | ------------------ | ------------- |
| 294          | 1         | Break Down the House                       | Zbořit dům                                       | Debbie Allen    | Krista Vernoff            | 28. září 2017      | vysíláno      |
| 295          | 2         | Get Off On The Pain                        | Zbavit se bolesti                                | Kevin McKidd    | Krista Vernoff            | 28. září 2017      | vysíláno      |
| 296          | 3         | Go Big or Go Home                          | Zaboduj, nebo běž domů                           | Chandra Wilson  | Meg Marinis               | 5. října 2017      | vysíláno      |
| 297          | 4         | Ain't That a Kick In the Head?             | Kopanec do hlavy                                 | Geary McLeod    | Marlana Hope              | 12. října 2017     | vysíláno      |
| 298          | 5         | Danger Zone                                | Nebezpečná zóna                                  | Cecilie Mosli   | Jalysa Conway             | 26. října 2017     | vysíláno      |
| 299          | 6         | Come On Down to My Boat, Baby              | Pojď se mnou na loď, baby                        | Lisa Leone      | Kiley Donovan             | 2. listopadu 2017  | vysíláno      |
| 300          | 7         | Who Lives, Who Dies, Who Tells, Your Story | Kdo žije, kdo zemře, kdo vypráví tvůj příběh     | Debbie Allen    | Krista Vernoff            | 9. listopadu 2017  | vysíláno      |
| 301          | 8         | Out of Nowhere                             | Zničehonic                                       | Kevin McKidd    | William Harper            | 16. listopadu 2017 | vysíláno      |
| 302          | 9         | 1-800-799-7233                             | 1-800-799-7233 (Neboli čtyři série v jednom dni) | Bill D'Elia     | Andy Reaser               | 18. ledna 2018     | vysíláno      |
| 303          | 10        | Personal Jesus                             | Osobní Ježíš                                     | Kevin Sullivan  | Zoanne Clack              | 25. ledna 2018     | vysíláno      |
| 304          | 11        | (Don't Fear) the Reaper                    | (Neboj se) zubaté                                | Nicole Rubio    | Elisabeth R. Finch        | 1. února 2018      | vysíláno      |
| 305          | 12        | Harder, Better, Faster, Stronger           | Tvrději, lépe, rychleji a silněji                | Jeannot Szwarc  | Kiley Donovan             | 8. února 2018      | vysíláno      |
| 306          | 13        | You Really Got a Hold on Me                | Fakt víš, jak na mě                              | Nzingha Stewart | Stacy McKee               | 1. března 2018     | vysíláno      |
| 307          | 14        | Games People Play                          | Hry, které lidé hrají                            | Chandra Wilson  | Jason Ganzel a Julie Wong | 8. března 2018     | vysíláno      |
| 308          | 15        | Old Scars, Future Hearts                   | Staré jizvy, budoucí srdce                       | Ellen Pompeo    | Tameson Duffy             | 15. března 2018    | vysíláno      |
| 309          | 16        | Caught Somewhere in Time                   | Uvězněna kdesi v čase                            | Nicole Rubio    | Jalysa Conway             | 22. března 2018    | vysíláno      |
| 310          | 17        | One Day Like This                          | Jeden den jako tento                             | Kevin McKidd    | Elisabeth R. Finch        | 29. března 2018    | vysíláno      |
| 311          | 18        | Hold Back the River                        | Zadrž řeku                                       | Geary McLeod    | Alex Manugian             | 5. dubna 2018      | vysíláno      |
| 312          | 19        | Beautiful Dreamer                          | Krásný snílek                                    | Jeannot Szwarc  | Meg Marinis               | 12. dubna 2018     | vysíláno      |
| 313          | 20        | Judgment Day                               | Den zúčtování                                    | Sydney Freeland | Julie Wong                | 19. dubna 2018     | vysíláno      |
| 314          | 21        | Bad Reputation                             | Špatná pověst                                    | Kevin McKidd    | Mark Driscoll             | 26. dubna 2018     | vysíláno      |
| 315          | 22        | Fight for Your Mind                        | Bojuj za svou mysl                               | Jesse Williams  | Andy Reaser               | 3. května 2018     | vysíláno      |
| 316          | 23        | Cold as Ice                                | Chladná jako led                                 | Bill D'Elia     | William Harper            | 10. května 2018    | vysíláno      |
| 317          | 24        | All of Me                                  | Všechno, co mám                                  | Debbie Allen    | Krista Vernoff            | 17. května 2018    | vysíláno      |

### Patnáctá řada (2018–2019)
| Č. v seriálu | Č. v řadě | Původní název                   | Český název                  | Režie               | Scénář                       | Premiéra v USA     | Premiéra v ČR   |
| ------------ | --------- | ------------------------------- | ---------------------------- | ------------------- | ---------------------------- | ------------------ | --------------- |
| 318          | 1         | With a Wonder and a Wild Desire | S úžasem a divokou touhou    | Debbie Allen        | Krista Vernoff               | 27. září 2018      | 14. června 2022 |
| 319          | 2         | Broken Together                 | Zlomeni společně             | Kevin McKidd        | Meg Marinis                  | 27. září 2018      | 14. června 2022 |
| 320          | 3         | Gut Feeling                     | Divný pocit                  | Michael Watkins     | Mark Driscoll                | 4. října 2018      | 14. června 2022 |
| 321          | 4         | Momma Knows Best                | Máma to ví nejlíp            | Cecilie Mosli       | William Harper               | 11. října 2018     | 14. června 2022 |
| 322          | 5         | Everyday Angel                  | Každodenní anděl             | Chandra Wilson      | Julie Wong                   | 25. října 2018     | 14. června 2022 |
| 323          | 6         | Flowers Grow Out of My Grave    | Na hrobě mi rostou květy     | Nicole Rubio        | Kiley Donovan                | 1. listopadu 2018  | 14. června 2022 |
| 324          | 7         | Anybody Have a Map?             | Nemá někdo mapu?             | Krista Vernoff      | Elisabeth R. Finch           | 8. listopadu 2018  | 14. června 2022 |
| 325          | 8         | Blowin' in the Wind             | Jen vítr to ví               | Kevin McKidd        | Meg Marinis                  | 15. listopadu 2018 | 14. června 2022 |
| 326          | 9         | Shelter from the Storm          | Úkryt před bouří             | Jann Turner         | William Harper               | 17. ledna 2019     | 14. června 2022 |
| 327          | 10        | Help, I'm Alive                 | Pomoc, jsem naživu           | Daniel Willis       | Jalysa Conway a Jason Ganzel | 24. ledna 2019     | 14. června 2022 |
| 328          | 11        | The Winner Takes It All         | Vítěz bere vše               | Allison Liddi-Brown | Elisabeth R. Finch           | 31. ledna 2019     | 14. června 2022 |
| 329          | 12        | Girlfriend in a Coma            | Přítelkyně v kómatu          | Debbie Allen        | Kiley Donovan                | 7. února 2019      | 14. června 2022 |
| 330          | 13        | I Walk the Line                 | Kráčím vpřed                 | Kevin McKidd        | Tameson Duffy                | 14. února 2019     | 14. června 2022 |
| 331          | 14        | I Want a New Drug               | Chci nový lék                | Jeannot Szwarc      | Zoanne Clack                 | 21. února 2019     | 14. června 2022 |
| 332          | 15        | We Didn't Start the Fire        | My jsme ten požár nezaložili | Chandra Wilson      | Andy Reaser                  | 28. února 2019     | 14. června 2022 |
| 333          | 16        | Blood and Water                 | Krev a voda                  | Pete Chatmon        | Kiley Donovan                | 7. března 2019     | 14. června 2022 |
| 334          | 17        | And Dream of Sheep              | Sen ovce                     | Sydney Freeland     | William Harper               | 14. března 2019    | 14. června 2022 |
| 335          | 18        | Add It Up                       | Sečti to                     | Michael Watkins     | Alex Manugian                | 21. března 2019    | 14. června 2022 |
| 336          | 19        | Silent All These Years          | Dlouholeté mlčení            | Debbie Allen        | Elisabeth R. Finch           | 28. března 2019    | 14. června 2022 |
| 337          | 20        | The Whole Package               | Celý paket                   | Geary McLeod        | Meg Marinis                  | 4. dubna 2019      | 14. června 2022 |
| 338          | 21        | Good Shepherd                   | Dobrý pastýř                 | Bill D'Elia         | Julie Wong                   | 11. dubna 2019     | 14. června 2022 |
| 339          | 22        | Head Over High Heels            | Vzhůru nohama na podpatcích  | Allison Liddi-Brown | Bridgette N. Burgess         | 18. dubna 2019     | 14. června 2022 |
| 340          | 23        | What I Did for Love             | Co jsem udělala pro lásku    | Jesse Williams      | Mark Driscoll                | 2. května 2019     | 14. června 2022 |
| 341          | 24        | Drawn to the Blood              | Přitahována krví             | Kevin McKidd        | Andy Reaser                  | 9. května 2019     | 14. června 2022 |
| 342          | 25        | Jump into the Fog               | Skok do mlhy                 | Debbie Allen        | Krista Vernoff               | 16. května 2019    | 14. června 2022 |

### Šestnáctá řada (2019–2020)
| Č. v seriálu | Č. v řadě | Původní název                | Český název                      | Režie               | Scénář                        | Premiéra v USA     | Premiéra v ČR   |
| ------------ | --------- | ---------------------------- | -------------------------------- | ------------------- | ----------------------------- | ------------------ | --------------- |
| 343          | 1         | Nothing Left to Cling To     | Nemám se čeho držet              | Debbie Allen        | Krista Vernoff                | 26. září 2019      | 14. června 2022 |
| 344          | 2         | Back in the Saddle           | Znovu v sedle                    | Kevin McKidd        | Meg Marinis                   | 3. října 2019      | 14. června 2022 |
| 345          | 3         | Reunited                     | Znovu spolu                      | Michael Medico      | Andy Reaser                   | 10. října 2019     | 14. června 2022 |
| 346          | 4         | It's Raining Men             | Prší muži                        | Michael Watkins     | Mark Driscoll                 | 17. října 2019     | 14. června 2022 |
| 347          | 5         | Breathe Again                | Znovu dýchám                     | Chandra Wilson      | Elisabeth R. Finch            | 24. října 2019     | 14. června 2022 |
| 348          | 6         | Whistlin' Past the Graveyard | Hvízdání na hřbitově             | Pete Chatmon        | Julie Wong                    | 31. října 2019     | 14. června 2022 |
| 349          | 7         | Papa Don't Preach            | Nepoučuj, tati                   | Daniel Willis       | Jalysa Conway                 | 7. listopadu 2019  | 14. června 2022 |
| 350          | 8         | My Shot                      | Moje šance                       | Debbie Allen        | Meg Marinis                   | 14. listopadu 2019 | 14. června 2022 |
| 351          | 9         | Let's All Go to the Bar      | Pojme všichni do baru            | Kevin McKidd        | Kiley Donovan                 | 21. listopadu 2019 | 14. června 2022 |
| 352          | 10        | Help Me Through the Night    | Pomoz mi přežít noc              | Allison Liddi-Brown | Lynne E. Litt                 | 23. ledna 2020     | 14. června 2022 |
| 353          | 11        | A Hard Pill to Swallow       | Velké sousto                     | Michael Medico      | Adrian Wenner                 | 30. ledna 2020     | 14. června 2022 |
| 354          | 12        | The Last Supper              | Poslední večeře                  | Nicole Rubio        | Jason Genzel                  | 6. února 2020      | 14. června 2022 |
| 355          | 13        | Save the Last Dance for Me   | Poslední tanec si schovej pro mě | Jesse Williams      | Tameson Duffy                 | 13. února 2020     | 14. června 2022 |
| 356          | 14        | A Diagnosis                  | Diagnóza                         | Greg Evans          | Julie Wong                    | 20. února 2020     | 14. června 2022 |
| 357          | 15        | Snowblind                    | Sněžná slepota                   | Linda Klein         | Meg Marinis                   | 27. února 2020     | 14. června 2022 |
| 358          | 16        | Leave a Light On             | Nech svítit                      | Debbie Allen        | Elizabeth Finch               | 5. března 2020     | 14. června 2022 |
| 359          | 17        | Life on Mars?                | Život na Marsu?                  | Michael Watkins     | Jase Miles-Perez              | 12. března 2020    | 14. června 2022 |
| 360          | 18        | Give a Little Bit            | Dej mi trochu                    | Kevin McKidd        | Zoanne Clack                  | 19. března 2020    | 14. června 2022 |
| 361          | 19        | Love of My Life              | Láska mého života                | Allison Liddi-Brown | Kiley Donovan a Andy Reaser   | 26. března 2020    | 14. června 2022 |
| 362          | 20        | Sing It Again                | Zazpívej to znovu                | Michael Watkins     | Jess Righthand                | 2. dubna 2020      | 14. června 2022 |
| 363          | 21        | Put on a Happy Face          | Usměj se                         | Deborah Pratt       | Mark Driscoll a Tameson Duffy | 9. dubna 2020      | 14. června 2022 |

### Sedmnáctá řada (2020–2021)
| Č. v seriálu | Č. v řadě | Původní název                      | Český název                 | Režie               | Scénář                             | Premiéra v USA     | Premiéra v ČR   |
| ------------ | --------- | ---------------------------------- | --------------------------- | ------------------- | ---------------------------------- | ------------------ | --------------- |
| 364          | 1         | All Tomorrow's Parties             | Všechny zítřejší večírky    | Debbie Allen        | Andy Reaser a Lynee E. Litt        | 12. listopadu 2020 | 14. června 2022 |
| 365          | 2         | The Center Won't Hold              | Požár                       | Debbie Allen        | Andy Reaser a Jase Miles-Perez     | 12. listopadu 2020 | 14. června 2022 |
| 366          | 3         | My Happy Ending                    | Můj šťastný konec           | Kevin McKidd        | Meg Marinis                        | 19. listopadu 2020 | 14. června 2022 |
| 367          | 4         | You'll Never Walk Alone            | Nikdy nejsi sám             | Allison Liddi-Brown | Julie Wong                         | 10. prosince 2020  | 14. června 2022 |
| 368          | 5         | Fight the Power                    | Boj s mocí                  | Michael Watkins     | Zoanne Clack                       | 10. prosince 2020  | 14. června 2022 |
| 369          | 6         | No Time for Despair                | Na zoufalství není čas      | Pete Chatmon        | Felicia Pride                      | 17. prosince 2020  | 14. června 2022 |
| 370          | 7         | Helplessly Hoping                  | Beznadějná naděje           | Nicole Rubio        | Elisabeth R. Finch                 | 11. března 2021    | 14. června 2022 |
| 371          | 8         | It's All Too Much                  | Čeho je moc, toho je příliš | Debbie Allen        | Adrian Wenner                      | 18. března 2021    | 14. června 2022 |
| 372          | 9         | In My Life                         | V mém životě                | Kevin McKidd        | Tameson Duffy                      | 25. března 2021    | 14. června 2022 |
| 373          | 10        | Breathe                            | Dýchej                      | Linda Klein         | Mark Driscoll                      | 1. dubna 2021      | 14. června 2022 |
| 374          | 11        | Sorry Doesn't Always Make It Right | Omluva někdy nestačí        | Giacomo Gianniotti  | Julie Wong                         | 8. dubna 2021      | 14. června 2022 |
| 375          | 12        | Sign O' the Times                  | Znamení doby                | Michael Medico      | Jase Miles-Perez                   | 15. dubna 2021     | 14. června 2022 |
| 376          | 13        | Good as Hell                       | Nedostává se chirurgů       | Michael Watkins     | Zoanne Clack                       | 22. dubna 2021     | 14. června 2022 |
| 377          | 14        | Look Up Child                      | Návštěva otce               | Debbie Allen        | Elisabeth R. Finch a Felicia Pride | 6. května 2021     | 14. června 2022 |
| 378          | 15        | Tradition                          | Tradice                     | Kevin McKidd        | Jess Righthand                     | 20. května 2021    | 14. června 2022 |
| 379          | 16        | I'm Still Standing                 | Ještě stojím                | Michael Watkins     | Meg Marinis a Andy Reaser          | 27. května 2021    | 14. června 2022 |
| 380          | 17        | Someone Saved My Life Tonight      | Někdo mě dnes zachránil     | Kevin McKidd        | Andy Reaser a Meg Marinis          | 3. června 2021     | 14. června 2022 |

### Osmnáctá řada (2021–2022)
| Č. v seriálu | Č. v řadě | Původní název                      | Český název                   | Režie               | Scénář                            | Premiéra v USA     | Premiéra v ČR   |
| ------------ | --------- | ---------------------------------- | ----------------------------- | ------------------- | --------------------------------- | ------------------ | --------------- |
| 381          | 1         | Here Comes the Sun                 | Svítá                         | Debbie Allen        | Meg Marinis                       | 30. září 2021      | 14. června 2022 |
| 382          | 2         | Some Kind of Tomorrow              | Nějaký zítřek                 | Kevin McKidd        | Felicia Pride                     | 7. října 2021      | 14. června 2022 |
| 383          | 3         | Hotter Than Hell                   | Žhavější než peklo            | Chandra Wilson      | Jamie Denbo                       | 14. října 2021     | 14. června 2022 |
| 384          | 4         | With a Little Help From My Friends | S přispěním přátel            | Michael Watkins     | Jess Righthand                    | 21. října 2021     | 14. června 2022 |
| 385          | 5         | Bottle Up and Explode              | Výbuch                        | Lindsay Cohen       | Kiley Donovan a Beto Skubs        | 11. listopadu 2021 | 14. června 2022 |
| 386          | 6         | Everyday Is a Holiday (With You)   | Každý den je svátek (s tebou) | Tony Phelan         | Meg Marinis                       | 18. listopadu 2021 | 14. června 2022 |
| 387          | 7         | Today Was a Fairytale              | Dnes to byla pohádka          | Debbie Allen        | Julie Wong                        | 9. prosince 2021   | 14. června 2022 |
| 388          | 8         | It Came Upon a Midnight Clear      | Šťastné a veselé              | Michael Watkins     | Jase Miles-Perez                  | 16. prosince 2021  | 14. června 2022 |
| 389          | 9         | No Time To Die                     | Na smrt není čas              | Linda Klein         | Krista Vernoff                    | 24. prosince 2022  | 14. června 2022 |
| 390          | 10        | Living in a House Divided          | Život v rozděleném domě       | Allison Liddi-Brown | Jamie Denbo                       | 3. března 2022     | 14. června 2022 |
| 391          | 11        | Legacy                             | Odkaz                         | Kevin McKidd        | Mark Driscoll                     | 10. března 2022    | 14. června 2022 |
| 392          | 12        | The Makings of You                 | Tvé stvoření                  | Debbie Allen        | Felicia Pride                     | 17. března 2022    | 14. června 2022 |
| 393          | 13        | Put the Squeeze on Me              | Svíravé objetí                | Allison Liddi-Brown | Julie Wong                        | 24. března 2022    | 14. června 2022 |
| 394          | 14        | Road Trippin                       | Road trip                     | Linda Klein         | Beto Skubs                        | 31. března 2022    | 14. června 2022 |
| 395          | 15        | Put It to the Test                 | Za pokus to stojí             | Kevin McKidd        | Zoanne Clack                      | 7. dubna 2022      | 14. června 2022 |
| 396          | 16        | Should I Stay or Should I Go       | Zůstat, nebo jít?             | Michael Watkins     | Jase Miles-Perez & Jess Righthand | 5. května 2022     | 14. června 2022 |
| 397          | 17        | I'll Cover You                     | Budu tě krýt                  | Debbie Allen        | Emily Culver & Kiley Donovan      | 12. května 2022    | 14. června 2022 |
| 398          | 18        | Stronger Than Hate                 | Silnější než nenávist         | Chandra Wilson      | Julie Wong                        | 19. května 2022    | 14. června 2022 |
| 399          | 19        | Out for Blood                      | Honba po krvi                 | Kevin McKidd        | Meg Marinis                       | 26. května 2022    | 14. června 2022 |
| 400          | 20        | You Are the Blood                  | Ty jsi ta krev                | Debbie Allen        | Krista Vernoff                    | 26. května 2022    | 14. června 2022 |

### Devatenáctá řada (2022–2023)
| Č. v seriálu | Č. v řadě | Původní název                       | Český název                    | Režie                | Scénář                       | Premiéra v USA     | Premiéra v ČR      |
| ------------ | --------- | ----------------------------------- | ------------------------------ | -------------------- | ---------------------------- | ------------------ | ------------------ |
| 401          | 1         | Everything Has Changed              | Všechno je jinak               | Debbie Allen         | Krista Vernoff               | 6. října 2022      | 26. října 2022     |
| 402          | 2         | Wasn't Expecting That               | Kdo by to byl čekal            | Pete Chatmon         | Meg Marinis                  | 13. října 2022     | 2. listopadu 2022  |
| 403          | 3         | Let's Talk About Sex                | Pojďme se bavit o sexu         | Kevin McKidd         | Michelle Lirtzman            | 20. října 2022     | 9. listopadu 2022  |
| 404          | 4         | Haunted                             | Strašidelná noc                | Amyn Kaderali        | Jamie Denbo                  | 27. října 2022     | 16. listopadu 2022 |
| 405          | 5         | When I Get to the Border            | Až dorazím na hranice          | Jesse Williams       | Julie Wong                   | 3. listopadu 2022  | 23. listopadu 2022 |
| 406          | 6         | Thunderstruck                       | Jako bleskem omráčený          | Michael Watkins      | Jase Miles-Perez             | 10. listopadu 2022 | 30. listopadu 2022 |
| 407          | 7         | I'll Follow the Sun                 | Půjdu za sluncem               | Debbie Allen         | Krista Vernoff               | 23. února 2023     | vysíláno           |
| 408          | 8         | All Star                            | Hvězdný hráč                   | Allison Liddi-Brown  | Briana Belser                | 2. března 2023     | vysíláno           |
| 409          | 9         | Love Don't Cost a Thing             | Láska nic nestojí              | Kevin McKidd         | Jess Righthand               | 9. března 2023     | vysíláno           |
| 410          | 10        | Sisters Are Doin' It for Themselves | Sestry to dělají samy pro sebe | Linda Klein          | Tameson Duffy                | 16. března 2023    | vysíláno           |
| 411          | 11        | Training Day                        | Školení                        | Kim Raver            | Meg Marinis a Julie Wong     | 23. března 2023    | vysíláno           |
| 412          | 12        | Pick Yourself Up                    | Seber se                       | Kevin McKidd         | Scott D. Brown               | 30. března 2023    | vysíláno           |
| 413          | 13        | Cowgirls Don't Cry                  | Kovbojky nepláčou              | Chandra Wilson       | Mark Driscoll                | 6. dubna 2023      | vysíláno           |
| 414          | 14        | Shadow of Your Love                 | Stín tvé lásky                 | Allison Liddi-Brown  | Beto Skubs                   | 13. dubna 2023     | vysíláno           |
| 415          | 15        | Mama Who Bore Me                    | Maminka, která mě porodila     | Linda Klein          | Alyssa Margarite Jacobson    | 13. dubna 2023     | vysíláno           |
| 416          | 16        | Gunpowder and Lead                  | Střelný prach a olovo          | Morenike Joela Evans | Michelle Lirtzman            | 20. dubna 2023     | vysíláno           |
| 417          | 17        | Come Fly with Me                    | Pojď se proletět               | Amyn Kaderali        | Kingsley Ume                 | 4. května 2023     | vysíláno           |
| 418          | 18        | Ready to Run                        | Připraven vyběhnout            | Allison Liddi-Brown  | Julie Wong                   | 11. května 2023    | vysíláno           |
| 419          | 19        | Wedding Bell Blues                  | Svatební blues                 | Kevin McKidd         | Krista Vernoff a Meg Marinis | 18. května 2023    | vysíláno           |
| 420          | 20        | Happily Ever After?                 | Štastně až navěky?             | Debbie Allen         | Meg Marinis                  | 18. května 2023    | vysíláno           |

### Dvacátá řada (2024)
| Č. v seriálu | Č. v řadě | Původní název          | Český název                   | Režie                | Scénář                         | Premiéra v USA  | Premiéra v ČR (Disney+) |
| ------------ | --------- | ---------------------- | ----------------------------- | -------------------- | ------------------------------ | --------------- | ----------------------- |
| 421          | 1         | We've Only Just Begun  | Teprve začínáme               | Kevin McKidd         | Meg Marinis                    | 14. března 2024 | 28. března 2024         |
| 422          | 2         | Keep the Family Close  | Ať je rodina nablízku         | Allison Liddi-Brown  | Briana Belser a Jess Righthand | 21. března 2024 | 4. dubna 2024           |
| 423          | 3         | Walk on the Ocean      | Procházka po oceánu           | Debbie Allen         | Mark Driscoll a Beto Skubs     | 28. března 2024 | 11. dubna 2024          |
| 424          | 4         | Baby Can I Hold You    | Lásko, můžu tě obejmout?      | Morenike Joela Evans | Jase Miles-Perez               | 4. dubna 2024   | 18. dubna 2024          |
| 425          | 5         | Never Felt So Alone    | Nikdy jsem se necítil tak sám | Debbie Allen         | Tameson Duffy a Kingsley Ume   | 11. dubna 2024  | 25. dubna 2024          |
| 426          | 6         | The Marathon Continues | Maraton pokračuje             | Amyn Kaderali        | Sandra Hamada                  | 2. května 2024  | 16. května 2024         |
| 427          | 7         | She Used to Be Mine    | Kdysi patřila mně             | Debbie Allen         | Scott D. Brown a Jamie Denbo   | 9. května 2024  | 23. května 2024         |
| 428          | 8         | Blood, Sweat and Tears | Krev, pot a slzy              | Chandra Wilson       | Megan Chan Meinero             | 16. května 2024 | 30. května 2024         |
| 429          | 9         | I Carry Your Heart     | Nosím tvé srdce               | Kevin McKidd         | Michelle Lirtzman              | 23. května 2024 | 6. června 2024          |
| 430          | 10        | Burn It Down           | Spal to                       | Debbie Allen         | Julie Wong                     | 30. května 2024 | 13. června 2024         |

### Dvacátá první řada (2024–2025)
| Č. v seriálu | Č. v řadě | Původní název             | Český název                  | Režie            | Scénář            | Premiéra v USA    | Premiéra v ČR (Disney+) |
| ------------ | --------- | ------------------------- | ---------------------------- | ---------------- | ----------------- | ----------------- | ----------------------- |
| 431          | 1         | If Walls Could Talk       | Kdyby zdi uměly mluvit       | Debbie Allen     | Meg Marinis       | 26. září 2024     | 10. října 2024          |
| 432          | 2         | Take Me to Church         | Vezmi mě do kostela          | Kevin McKidd     | Michelle Lirtzman | 3. října 2024     | 17. října 2024          |
| 433          | 3         | I Can See Clearly Now     | Už je mi to jasné            | Victoria Mahoney | Mark Driscoll     | 10. října 2024    | 24. října 2024          |
| 434          | 4         | This One's for the Girls  | Tahle je pro holky           | Debbie Allen     | Briana Belser     | 17. října 2024    | 31. října 2024          |
| 435          | 5         | You Make My Heart Explode | Kvůli tobě mi vybuchne srdce | Vanessa Parise   | Zoanne Clack      | 24. října 2024    | 7. listopadu 2024       |
| 436          | 6         | Night Moves               | bude oznámeno                | Billie Woodruff  | Jase Miles-Perez  | 7. listopadu 2024 | 14. listopadu 2024      |